# Juan Manuel Gómez Sánchez
Juan Manuel Gómez Sánchez, més conegut com a Juanma (Don Benito, 29 de maig de 1981) és un exfutbolista extremeny, que ocupava la posició de migcampista.

## Trajectòria
Format al planter del Màlaga CF, amb l'equip B dels andalusos destaca a la Segona Divisió 03/04, en la qual marca 8 gols en 41 partits. Sense arribar a debutar amb el primer equip mal·lacità, fitxa pel Llevant UE a l'estiu del 2004.
El quadre valencià militava a primera divisió, i l'extremeny hi juga 27 partits, marcant cinc gols, insuficients per a la permanència del Llevant. L'any següent, a la categoria d'argent, hi juga 20 partits. La temporada 06/07 és cedit al Recreativo de Huelva. Al seu retorn al Llevant, que estava de nou a primera divisió, hi juga 35 partits i marca dos gols.
L'estiu del 2008 fitxa pel Reial Betis, gaudint de força minuts el seu primer any a Sevilla, tot i no consolidar-se com a titular. A final de temporada, el Betis baixà a Segona Divisió.